# Дингл, Герберт
Герберт Дингл (англ. Herbert Dingle; 2 августа 1890, Лондон — 4 сентября 1978, Кингстон-апон-Халл) — английский астрофизик, президент Британского Королевского астрономического общества в 1951—1953 гг.

## Научная деятельность
Дингл выпустил две книги по специальной теории относительности Альберта Эйнштейна (СТО) и получил мировую известность как авторитет в этой области. Однако после ухода на пенсию в конце 1950-х гг. он пересмотрел свои взгляды и выступил с опровержениями этой теории.
Опровержения Дингла (изменявшиеся с течением времени) были основаны на парадоксе близнецов в теории относительности, который якобы содержит в себе противоречие: «[Специальная] теория [относительности] неизбежно требует, чтобы A старел медленнее, чем B, а B — медленнее, чем A; не нужно быть гением, чтобы понять, что это невозможно».
Ряд учёных неоднократно отвечали на заявления Дингла, показывая несостоятельность его опровержений СТО.
Преобразование Лоренца {\displaystyle x^{\prime }=(x-vt)\gamma ,} {\displaystyle t^{\prime }=(t-vx/c^{2})\gamma ,} и его алгебраическое обращение {\displaystyle x=(x^{\prime }+vt^{\prime })\gamma ,} {\displaystyle t=(t^{\prime }+vx^{\prime }/c^{2})\gamma ,} где {\displaystyle \gamma =(1-v^{2}/c^{2})^{-1/2},} предполагают, что {\displaystyle t^{\prime }=\gamma t} в точке {\displaystyle x=0} и {\displaystyle t=\gamma t^{\prime }} в точке {\displaystyle x^{\prime }=0.} Дингл утверждал, что эти два факта противоречат друг другу, поскольку первое подразумевает, что {\displaystyle t^{\prime }/t=\gamma ,} а второе — что {\displaystyle t/t^{\prime }=\gamma .} Однако, согласно объяснению Г. Дж. Уитроу, эти отношения применимы к двум различным условиям, а именно, {\displaystyle x=0} и {\displaystyle x^{\prime }=0,} соответственно. Таким образом, вопреки утверждению Дингла, нет никакого противоречия, равно как и эти отношения не являются просто «кажущимися». Они являются действительными отношениями временных координат в инерциальных системах отсчёта вдоль двух различных направлений в пространстве-времени.
Большинство современных физиков придерживаются мнения об ошибочности опровержения Герберта Дингла, так как в любой формулировке парадокса близнецов симметричность между братьями отсутствует (см. детальный разбор различных формулировок парадокса в статье Парадокс близнецов).
После Второй мировой войны заведовал кафедрой в UCL, став профессором истории и философии науки. Уже тогда коллеги отзывались о его «второсортности» как ученого. Основатель Philosophy of Science Group (впоследствии, с 1959 — British Society for the Philosophy of Science).

### Публикации
- Герберт Дингл «Наука на перепутье» (Science at the Crossroads), 1972.